# カルピオーネ

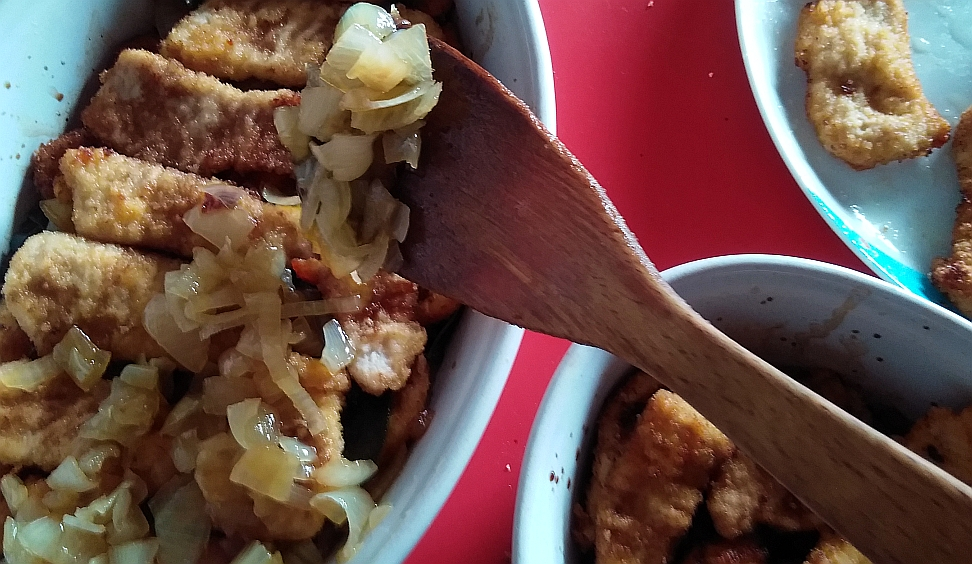
七面鳥のカルピオーネ

カルピオーネ（イタリア語: carpione）は、イタリア料理の一種。食材を唐揚げにし、酢をベースとした漬け汁に浸した料理である。

## 概要
フランス料理のエスカベーシュ、日本料理の南蛮漬けの同様の料理で、アジやイワシといった魚が使われることが多いのも同様であり、さらには野菜をいっしょに漬け込むことが多いのも同様である。
違いとしては、カルピオーネで使用される油がオリーブオイルであり、酢がバルサミコ酢であることが挙げられる。使用される野菜はパプリカやルッコラといったカラフルなものも多い。
同様のイタリア料理に「スカペーチェ（scapece）」がある。

## 料理名
料理名としては、食材名に続いて「イン・カルピオーネ（in carpione）」とするのが一般的であり、魚（ペッシェ、perché）のカピオーネならば「ペッシェ・イン・カルピオーネ（perché in carpione）」、イワシのカピオーネならば「サルデ・イン・カルピオーネ（sarde in carpione）」となる。